# Ellendale (Észak-Dakota)
Ellendale település az Amerikai Egyesült Államok Észak-Dakota államában, Dickey megyében, melynek megyeszékhelye is. Lakosainak száma 1125 fő (2020. április 1.).

## Népesség
A település népességének változása:

| 2010 | 1 394 |
| 2020 | 1 125 |